# Vodna bilanca organizma
Vodna bilanca organizma pomeni količinsko primerjanje vode, ki jo izgublja in pridobiva organizem.

## Kdaj je vodna bilanca organizma uravnovešena?
Vodna bilanca organizma je uravnovešena takrat, ko je količina izgubljene vode enaka količini pridobljene vode. Temu se pravi realno stanje rastlin in živali.
Če je količina pridobljene vode manjša količini izgubljene vode, je vodna bilanca organizma negativna. Vodna bilanca organizma pa je pozitivna kadar organizem pridobi večjo količino vode, kot pa jo izgubi.

Pridobivanje vode
 Rastline pridobivajo vodo iz korenin, izgubljajo jo pa v procesu transpiracije (izhlapevanje). Živali pridobivajo vodo s pitjem in hrano, poleg tega pa prejemajo tudi vodo, ki nastaja med presnovno oksidacijo. Izgubljajo jo zaradi izhlapevanja s površine pljuč in kože ter z izločanjem seča in blata.

## Kakšna mora biti vodna bilanca?
Za pravilno delovanje njihovega organizma mora biti njihova vodna bilanca čim bolj uravnovešena. Negativna vodna bilanca organizma prizadene številne fiziološke procese, povzroči pa lahko celo smrt organizma.

## Kaj vpliva na vodno bilanco?
Na vodno bilanco organizma močno vplivajo ekološki dejavniki, predvsem vodne zaloge v bližini določenega bivališča. V naravi obstajajo različni tipi ekoloških prilagodljivih organizmov glede na gospodarjenje z vodo.